# Georg Friedrich Stintzing
Georg Friedrich Stintzing (* 8. Januar 1793 in Lübeck; † 24. Dezember 1835 ebenda) war Advokat und Ratsherr der Hansestadt Lübeck.

## Leben
Stintzing war Sohn des aus Mainbernheim stammenden Lübecker Ratskellermeisters und späteren Weinhändlers gleichen Namens († 1800). Nach dem Besuch des Katharineums bis Michaelis 1811 studierte er von 1811 bis 1812 an der Universität Göttingen und wurde Mitglied des Corps Hannovera. Er promovierte dort 1812 zum Dr. iur., danach aufgrund der Franzosenzeit die damals erforderliche Fortsetzung der Studien an der Universität Paris bis 1813. Stintzing war Teilnehmer der Befreiungskriege 1813–15 als Secondelieutenant in der Hanseatischen Legion und nahm 1815 am Frankreichfeldzug teil. 1816 schloss er sein Studium an der Universität Berlin ab und bestand sein erstes Staatsexamen. Er wurde Referendar am Kammergericht, nach dem zweiten Staatsexamen 1818 wurde er als Advokat in Lübeck zugelassen. 1821 wurde er Aktuar am Nieder- und Stadtgericht in Lübeck und 1825 in den Rat der gewählt. Als Ratsmitglied war er zuständig für das Obergericht und das Militärdepartement. 1831 erkrankte er dienstunfähig und musste seine Geschäfte und Ämter aufgeben. Er unternahm noch mehrere Kurreisen nach Italien.
Er war ein Onkel und Taufpate des Lübecker Bürgermeisters Heinrich Theodor Behn.